# Clean Code
Clean Code ist ein Begriff aus der Softwaretechnik, der durch das gleichnamige Buch von Robert Cecil Martin populär wurde.
Als „sauber“ (clean) bezeichnen Softwareentwickler in erster Linie Quellcode, aber auch Dokumente, Konzepte, Regeln und Verfahren, die intuitiv verständlich programmiert bzw. konzipiert sind.
Vorteile von Clean Code sind stabilere und effizient wartbare Programme, was in einer kürzeren Entwicklungszeit bei Funktionserweiterungen und Fehlerbehebungen resultiert. Vor dem Gesichtspunkt, dass im Schnitt 70–80 % der Lebensdauer einer Software in den Wartungszeitraum fällt, erhält die Einhaltung von Clean Code-Prinzipien zur Verbesserung der Leserlichkeit und Verständlichkeit besondere Relevanz.
Schwierigkeiten beim Entwickeln von Clean Code liegen
1. häufig in zunächst unklaren oder sich widersprechenden Anforderungen,
2. zum Teil begründet im Fehlen von Erfahrung im Entwickeln von Clean Code,
3. im Mangel an Disziplin beim Programmieren und
4. im Aufwand nachträglicher Quellcode-Bereinigungen (dem sog. Refactoring).

Die Notwendigkeit, Code noch nach der Entwicklung von „unsauberen“ Stellen zu reinigen, wird häufig nicht gesehen oder vom Management nicht bewilligt, sobald das Programm seine vorgesehene Funktion ausübt. Ein direktes Schreiben von „sauberem“ Code ist nahezu unmöglich, kann jedoch durch den bewussten Umgang mit den Prinzipien und Praktiken von Clean Code verbessert werden.
Eng verbunden mit dem Begriff Clean Code sind Maßnahmen, die bei der Entwicklung von Software zu „sauberem“ Programmcode führen. So zahlreich wie die Gründe für „unsauberen“ Code sind, so vielfältig sind auch die vorgeschlagenen Regeln in den aufgestellten Maßnahmenkatalogen. Dazu gehören:
- Quelltextformatierung (englisch code conventions),
- Entwurfsmuster (englisch design patterns),
- Konvention vor Konfiguration (englisch convention over configuration),
- eine umfangreiche Menge an Vorschlägen aus dem Buch Clean Code von Robert C. Martin.

Darüber hinaus gibt es seit einigen Jahren eine Clean-Code-Developer-Bewegung, die das Ziel verfolgt, ein einheitliches und umfassendes Regelwerk auf eine didaktisch ansprechende Weise in das Bewusstsein der Entwickler zu rücken und damit die Disziplin zu fördern, die Clean-Code-Maßnahmen im Programmieralltag auch tatsächlich anzuwenden. Als Maßnahme, diese Vorgehensweise zu üben, werden Katas vorgesehen.